# اریک مورکم
اریک مورکم (انگلیسی: Eric Morecambe؛ ‏ ‎/ˈmɔːrkəm/‎ ‏ MOR-kəm؛ ‏ ۱۴ مهٔ ۱۹۲۶ – ۲۸ مهٔ ۱۹۸۴) کمدین، بازیگر و خواننده اهل بریتانیا بود. وی بین سال‌های ۱۹۴۱ تا ۱۹۸۴ میلادی فعالیت می‌کرد.